# 利尼亚克
利尼亚克（法語：Lignac，法語發音：[liɲak]）是法国安德尔省的一个市镇，位于该省西南部，属于勒布朗区。

## 地理
利尼亚克（46°27'58"N, 1°13'6"E）面积67.03 平方千米，位于法国中央-卢瓦尔河谷大区安德尔省，该省份为法国中部省份，北起卢瓦-谢尔省，西北接安德尔-卢瓦尔省，西南接维埃纳省，南至克勒兹省和上维埃纳省，东临谢尔省。
与利尼亚克接壤的市镇（或旧市镇、城区）包括：贝拉布尔、沙亚克、沙莱、迪内、普里萨克、蒂伊、库隆日莱塞罗勒、利格莱、托莱。
利尼亚克的时区为UTC+01:00、UTC+02:00（夏令时）。

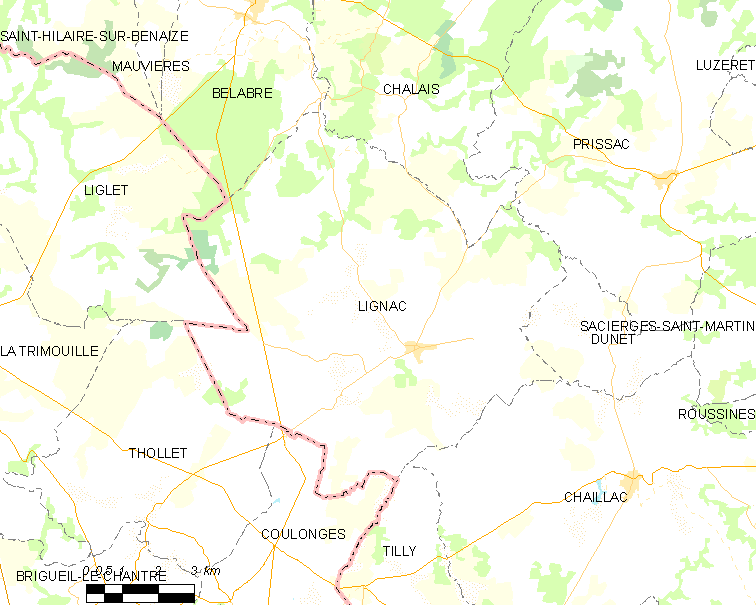
利尼亚克的OSM定位图

## 行政
利尼亚克的邮政编码为36370，INSEE市镇编码为36094。

## 政治
利尼亚克所属的省级选区为圣戈捷县。

## 人口

1962-2008年间利尼亚克人口变化图示

利尼亚克于2022年1月1日时的人口数量为459人。